# Johann Nicolaus Anton
Johann Nicolaus Anton (* 19. Dezember 1737 in Schmiedeberg; † 17. Dezember 1813 ebenda) war ein deutscher lutherischer Theologe.

## Leben
Der Sohn des Bürger und Tuchmachers Johann Nicolaus Anton und dessen Frau Johanna Rosina (geb. Frenzel) hatte die Wittenberger Stadtschule besucht. Am 21. Oktober 1754 immatrikulierte er sich an der Universität Wittenberg, wo er sich nach dem Studium der Philosophie und der Evangelischen Theologie, am 17. Oktober 1758 den akademischen Grad eines Magisters der Philosophie erwarb. 1759 wurde er als Substitut in Schmiedeberg von Johann Christian Georgi (* 2. August 1688 in Schmiedeberg; † 8. Februar 1770 in Zabeltitz) in Wittenberg ordiniert und wurde nach dessen Tod Diakon in seiner Heimatstadt. Er verstarb unverheiratet und kinderlos.

## Schriften
- Der wahre Held bey dem Kampfe mit dem Könige der Schrecken – Standrede auf den Chursächsischen Obristleutnant, Hrn. Conrad Gottlieb von Zedlitz. Wittenberg 1770
- Commentatio de paedagogis veterum Romanorum ad illustrandum insignem epistolae Paulli ad Galatas locum. Wittenberg 1773
- Nachricht von der ersten Jubelfreude wegen der Concordienformel der evangelischlutherischen Kirche. Wittenberg 1775
- Geschichte der Concordienformel der evangelischlutherischen Kirche. Leipzig 1779, 2. Teile
- D. Martin Luthers Zeitverkürzungen. Leipzig 1804